# Diospyros phlebodes
Diospyros phlebodes là một loài thực vật có hoa trong họ Thị. Loài này được (A.C.Sm.) A.C.Sm. mô tả khoa học đầu tiên năm 1981.